# Ceratina dentipes
Ceratina dentipes là một loài Hymenoptera trong họ Apidae. Loài này được Friese mô tả khoa học năm 1914.